# José García-Cernuda
José García-Cernuda Estrada-Nora (Madrid, 1888-9 de febrero de 1977) fue un político y dirigente deportivo español.

## Biografía
Abogado de profesión, políticamente se situó en posiciones conservadoras. Miembro de la Juventud Conservadora, de la que fue vicepresidente, fue uno de los principales dirigentes del maurismo y miembro de su Comité central. Fue concejal del Ayuntamiento de Madrid, encargado del alumbrado público. También fue miembro de la Asociación Católica Nacional de Propagandistas, gobernador civil de Guadalajara y Guipúzcoa durante la dictadura de Primo de Rivera, secretario general de Acción Popular en Asturias y dirigente de Renovación Española en esa región.
Fue uno de los federativos más antiguos de las primeras épocas fundacionales del deporte español federado. Fue el primer presidente, en 1918, de la Federación Española de Hockey y seleccionador nacional de fútbol en 1923. Fue también vicepresidente del club Atlético de Madrid. Por estos méritos le fue concedida la medalla de plata al mérito deportivo en 1974.
Falleció el 9 de febrero de 1977.
| Predecesor: Pedro Parages | Entrenador de la selección de fútbol de España 1923−1924 | Sucesor: Luis Colina Álvarez |